# لاسلو ديوتش
لاسلو ديوتش (بالمجرية: Deutsch László)‏ هو لاعب كرة قدم مجري في مركز الدفاع، ولد في 9 مارس 1999 في بودابست في المجر. لعب مع بوشكاش أكاديميا.

## وصلات خارجية
- لاسلو ديوتش على موقع اتحاد المجر (الهنغارية)
- لاسلو ديوتش على موقع قاعدة بيانات كرة القدم.إي يو (الإنجليزية)
- لاسلو ديوتش على موقع Soccerway.com (الإنجليزية)